# Neuville-sur-Sarthe
Neuville-sur-Sarthe är en kommun i departementet Sarthe i regionen Pays de la Loire i nordvästra Frankrike. Kommunen ligger i kantonen Le Mans-Nord-Campagne som tillhör arrondissementet Le Mans. År 2022 hade Neuville-sur-Sarthe 2 463 invånare.

## Befolkningsutveckling
Antalet invånare i kommunen Neuville-sur-Sarthe
| Referens: INSEE |